# Pteronemobius belteros
Pteronemobius belteros är en insektsart som beskrevs av Otte, D. och Perez-gelabert 2009. Pteronemobius belteros ingår i släktet Pteronemobius och familjen syrsor. Inga underarter finns listade i Catalogue of Life.